# وییا آلگره
وییا آلگره (به اسپانیایی: Villa Alegre) یک شهرستان در شیلی است که در استان لینارس واقع شده‌است. وییا آلگره ۱۸۹٫۸ کیلومتر مربع مساحت و ۱۴٬۶۹۵ نفر جمعیت دارد و ۶۷ متر بالاتر از سطح دریا واقع شده‌است.